# Сорин, Савелий Абрамович
Саве́лий Абра́мович Со́рин (26 февраля [10 марта] 1878, Полоцк, Витебская губерния — 22 ноября 1953, Нью-Йорк, Нью-Йорк) — русский живописец-портретист еврейского происхождения, последователь академизма, второстепенная фигура среди петербургских художников Серебряного века, в последующем — заметный деятель первой волны эмиграции.

## Биография
Родился 14 февраля (26 февраля по новому стилю) 1878 года в Полоцке Витебской губернии в небогатой еврейской семье. Отец был портным, мать состояла в секте молокан. В 16 лет ушёл из дома, некоторое время жил в Туле и Орле, затем — в Одессе.
В 1896—1899 годах учился у К. К. Костанди в Одесской художественной школе, которую окончил с медалью, дававшей право поступления в Императорскую Академию художеств без экзаменов. С 1899 года занимался в Высшем художественном училище при ИАХ у И. И. Творожникова и В. Е. Савинского, затем — в мастерской И. Е. Репина. В 1907 году за картину «Вдохновенная минута» был выпущен из Академии со званием художника и правом пенсионерской поездки за границу, таким образом побывав в 1908 году в Голландии и Франции.
В 1911 работы Сорина экспонировались на Всемирной выставке в Турине. В 1913, 1915 и 1917 годах он принял участие в выставках «Мира искусства», и в конце 1917 года — в выставке Нового общества художников в Петрограде. Также экспонировался на выставках передвижников.
После Октябрьской революции художник некоторое время жил в Ялте, где в 1918 году был экспонентом выставки «Искусство в Крыму». В 1919 году переехал в Тифлис, там встречался с С. Ю. Судейкиным, В. В. Каменским, Н. Н. Евреиновым. Принял участие в выставке «Малый круг».
Позднее непродолжительное время жил в Баку, где вместе с С. Ю. Судейкиным и литератором Н. Н. Евреиновым способствовал созданию кабаре «Веселый Арлекин».
8 мая 1920 года он выехал вместе с Судейкиными из Батума в Марсель на пароходе «Souirah», и 20 мая они прибыли в Париж. Поселившись в этом городе, быстро снискал себе известность в европейских художественных кругах. В 1922—1923 годах Сорин выставлял свои работы в Осеннем салоне, в 1926—1930 — в салоне Тюильри. Продолжал участвовать в выставках русского искусства, в том числе в 1921 в галерее «Денси», в 1927 году — в последней выставке «Мира искусства» в галерее «Бернхейма». В 1920—1930 годах провел ряд персональных выставок в галереях Парижа и Лондона. Часто бывал в США, подолгу жил в Нью-Йорке, его персональные выставки прошли в Бруклинском музее (1923), галерее «Вильденштайн» в Нью-Йорке (1927, 1934), Вашингтоне (1924), Питтсбурге (1924—1925), Чикаго (1927). В 1932 году принял участие в выставке современного русского искусства в Филадельфии.
Во время Второй мировой войны поселился в Нью-Йорке. Сделал несколько крупных денежных взносов в Фонд помощи СССР. В послевоенные годы он изредка приезжал в Париж.
Внук — Владимир Сорин (1938—2022), петербургский реставратор.
В РГАЛИ имеются документы, относящиеся к С. А. Сорину.[значимость факта?]

## Работы
В 1902 году, в бытность учеником, написал в Арзамасе один из первых портретов Максима Горького. Быстро приобрел репутацию превосходного портретиста, и в 1900—1910 годах Сориным были выполнены портреты Ф. И. Шаляпина, А. А. Ахматовой, А. С. Лурье, Т. П. Карсавиной, князя С. М. Волконского, княгини О. К. Орловой, баронессы Ю. Т. Штейнгель и многих других. Произведения художника часто репродуцировались в журналах «Солнце России», «Столица и усадьба», «Аполлон».
В Крыму в 1917 г. написал портрет княгини Ольги Орловой.
В эмиграции во Франции выполнил много портретов знаменитостей, в частности, Лилиан Гиш, Элеоноры Дузе, Джорджа Баланчина, Сержа Полякова, Надежды Тэффи, Льва Шестова и Анны Павловой.
Произведения Сорина находятся в коллекциях крупнейших музеев мира, в том числе в Люксембургском музее в Париже, Бруклинском музее в Нью-Йорке, Государственной Третьяковской галерее и других, а также в частных собраниях. Его работы имеются и на Украине — Донецке и Одессе.
Сорина знали в Европе и Америке, а он мечтал об известности в России и перед смертью завещал отправить на Родину 30 портретов деятелей русского искусства, исполненных им в 1920—1940 годы. Его волю выполнила вдова — Анна Семёновна Сорина — после падения «железного занавеса». Распоряжением всесоюзного Министерства культуры дар Сорина был передан в фонды Третьяковской галереи.

### Галерея

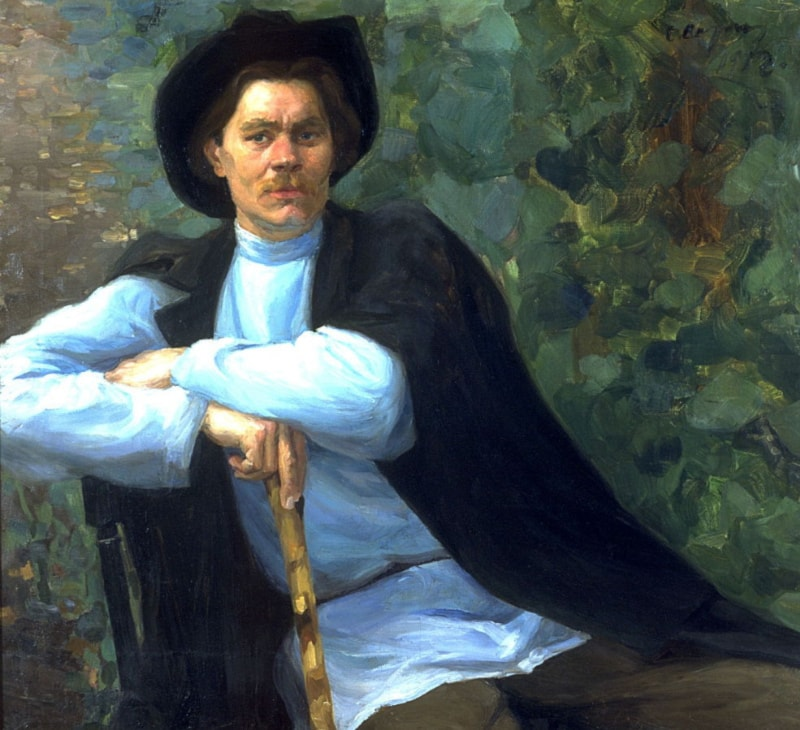
Портрет Максима Горького, 1902
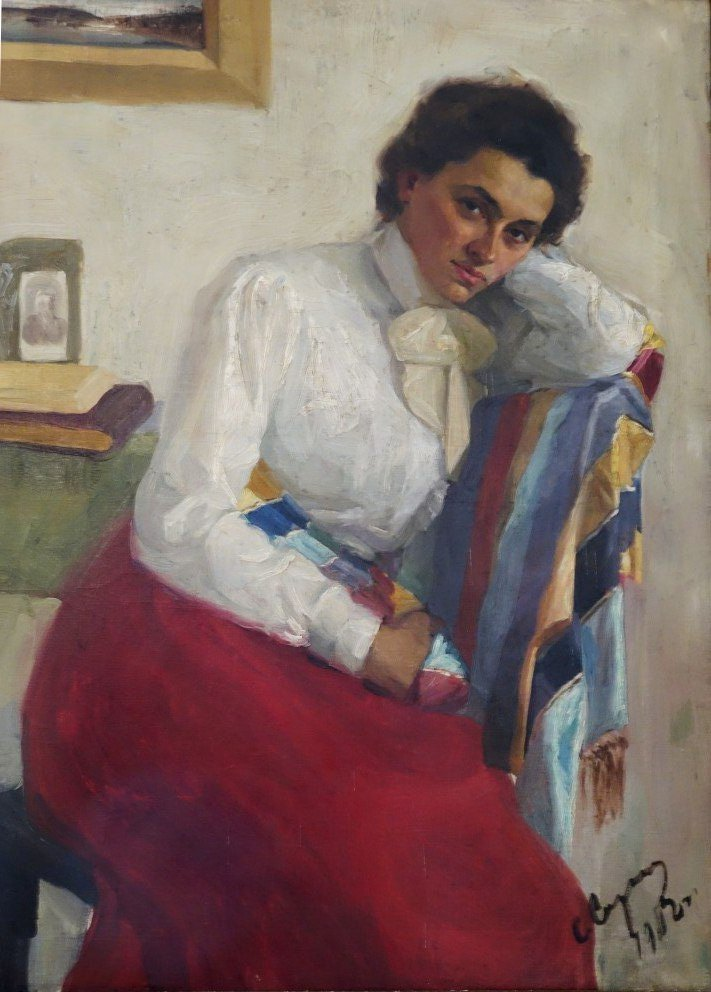
Портрет Екатерины Павловны Пешковой, 1902
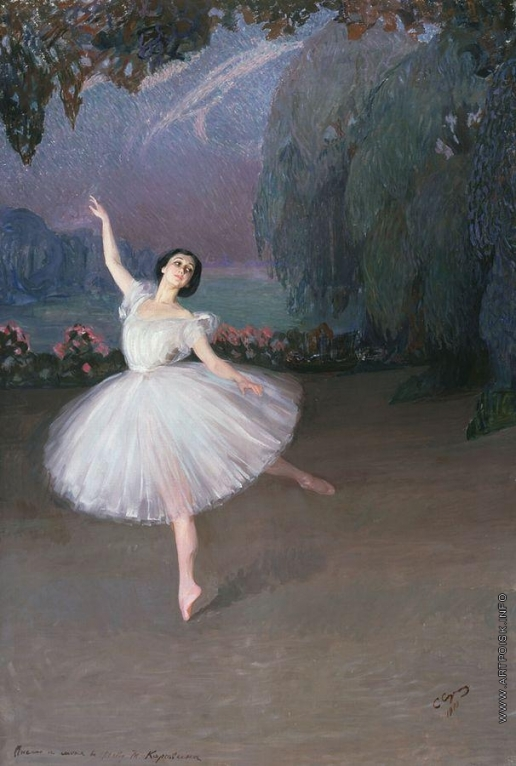
Тамара Карсавина в балете «Сильфиды», 1910
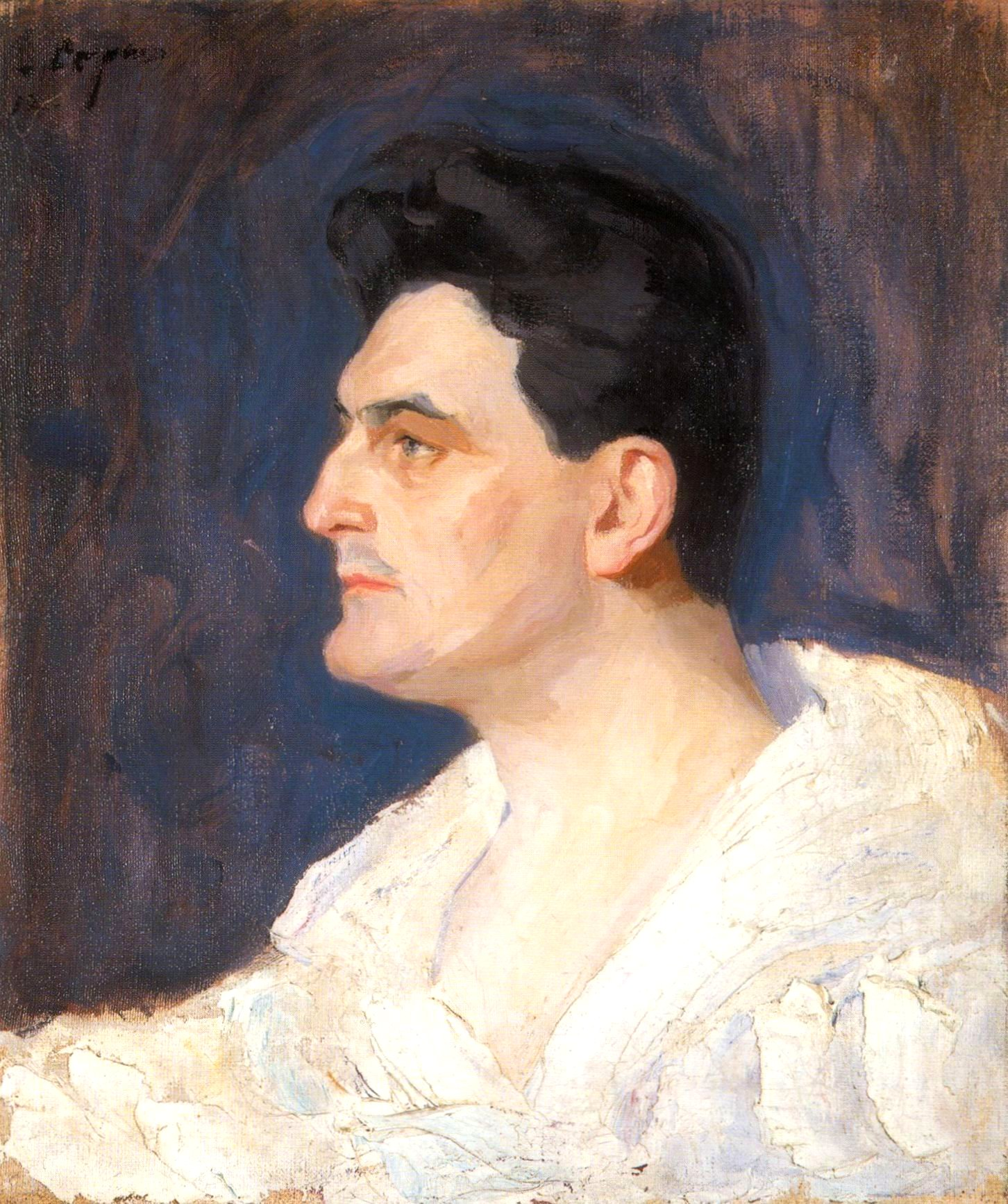
Портрет актёра Роберта Адельгейма, 1912
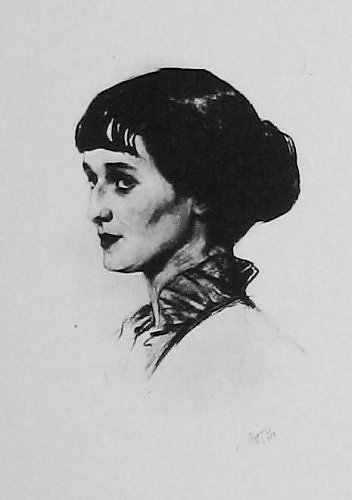
Портрет Анны Ахматовой, гравюра 1913—1914
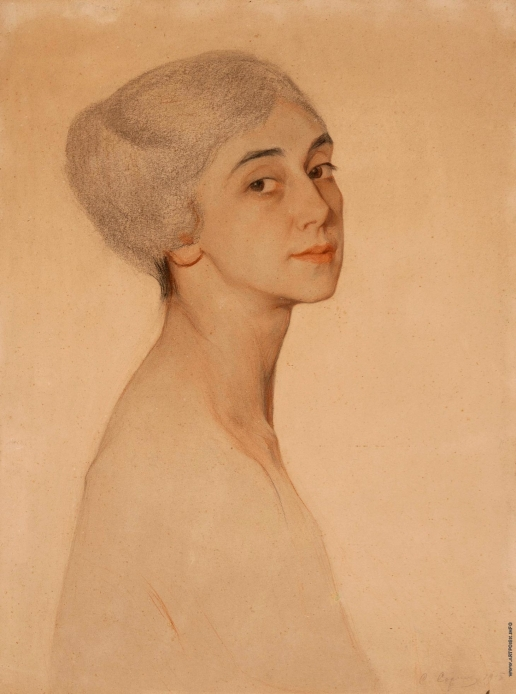
Тамара Карсавина, 1915

## Интересные факты
- Жена художника, почетная гражданка Франции, ветеран медицинской службы армии США, в 1973 году посетила Москву и передала в дар художественным музеям СССР двадцать его полотен, в числе которых портреты киноактрисы Н. И. Кованько (1923), М. М. Фокина (1926), композитора А. С. Лурье (1943), Ф. И. Шаляпина (1943), А. Н. Бенуа (1946), С. Ю. Судейкина, Дж. Баланчина, Л. Ф. Мясина и другие. В 1974 году она же подарила Музею искусств Грузии в Тбилиси портреты знатных грузинок (Эписо Дадиани и Мелиты Чолокашвили и других)[2].
- Портрет Анны Павловой работы Сорина привлёк внимание рейхсмаршала Германии Германа Геринга, который увёз его из Парижа в Германию. После окончания войны портрет был возвращён во Францию[6][7].